# Jurangjero (Karangmalang)
Jurangjero is een bestuurslaag in het regentschap Sragen van de provincie Midden-Java, Indonesië. Jurangjero telt 6023 inwoners (volkstelling 2010).